# Meilleurs passeurs du championnat des Pays-Bas de football
Cet article liste les meilleurs passeurs championnat des Pays-Bas de footbal depuis la saison 2005-2006.

## Palmarès
Ce tableau retrace les meilleurs passeurs du Championnat des Pays-Bas de football par saison depuis 2003-2004 .
Le joueur serbe Dušan Tadić, est le joueur ayant gagné le plus de titres en obtenant à 7 reprises le statut de meilleur passeur de la saison en championnat.
| Saison    | Joueur                   | Club            | Passes décisives |
| --------- | ------------------------ | --------------- | ---------------- |
| 2003-2004 | Adil Ramzi               | FC Twente       | 13               |
| 2004-2005 | Ugur Yildirim            | SC Heerenveen   | 19               |
| 2005-2006 | Dirk Kuyt                | Feyenoord       | 18               |
| 2006-2007 | Phillip Cocu             | PSV Eindhoven   | 11               |
| 2007-2008 | Luis Suárez              | Ajax            | 14               |
| 2008-2009 | Luis Suárez              | Ajax            | 14               |
| 2009-2010 | Luis Suárez              | Ajax            | 17               |
| 2010-2011 | Dušan Tadić              | FC Groningue    | 17               |
| 2011-2012 | Luciano Narsingh         | SC Heerenveen   | 16               |
| 2012-2013 | Dries Mertens            | PSV Eindhoven   | 17               |
| 2013-2014 | Dušan Tadić              | FC Twente       | 14               |
| 2014-2015 | Hakim Ziyech             | SC Heerenveen   | 15               |
| 2015-2016 | Édouard Duplan           | ADO La Haye     | 11               |
| 2016-2017 | Hakim Ziyech             | FC Twente       | 12               |
| 2017-2018 | Hakim Ziyech             | Ajax            | 15               |
| 2018-2019 | Hakim Ziyech Dušan Tadić | Ajax            | 13               |
| 2019-2020 | Dušan Tadić              | Ajax            | 14               |
| 2020-2021 | Dušan Tadić              | Ajax            | 17               |
| 2021-2022 | Dušan Tadić              | Ajax            | 19               |
| 2022-2023 | Dušan Tadić              | Ajax            | 18               |
| 2023-2024 | Joey Veerman             | PSV Eindhoven   | 16               |
| 2024-2025 | Oliver Antman            | Go Ahead Eagles | 15               |